# Ланг, Жак
Жак Матьё Эми́ль Ланг (фр. Jack Mathieu Émile Lang; род. 2 сентября 1939, Мирекор, департамент Вогезы, Франция) — французский политик и член Социалистической партии Франции. До 2012 года — депутат в Национальном собрании, представляющий 6 округ департамента Па-де-Кале.

## Биография
Родился в еврейской семье у Роже Ланга и Мари-Люс Буше. Жак Ланг изучал политологию в Парижском Институте политических наук, там же он получил и вторую степень в публичном праве. В дальнейшем он сконцентрировался на комбинировании обучения, культуры и искусств.
Жак Ланг был основателем и продюсером Фестиваля Мира в Нанси, стоял у истоков Союза театров Европы. С 1963 по 1972 годы возглавлял Театральный университет Нанси, а затем (1972—1974) был директором театра Пале-де-Шэло (фр.). В то же самое время он был профессором международного права в Университете Нанси, в 1986—1988 и 1993—1995 годах снова преподавал право, но уже в университете Париж X — Нантер.
В 1961 году Жак Ланг женился на Моник Бучински и у них есть две дочери, включая актрису Валери Ланг (1966—2013).

## Политическая карьера
Политическая карьера Жака Ланга началась в 1977 году в качестве депутата-социалиста в Национальном собрании. Он запомнился как министр культуры (1981—1986, 1988—1993) и министр образования (1992—1993, 2000—2002). С 1994 по 1997 Жак Ланг был депутатом Европарламента от Франции. В 2000 году он также баллотировался на пост мэра Парижа.